# Casa di Vanna Venturi
La casa di Vanna Venturi è un'abitazione privata di Filadelfia, uno dei primi lavori dell'architetto americano Robert Venturi, con la quale ottenne in breve tempo il riconoscimento internazionale. Nel 1989 alla casa fu assegnato il Twenty-five Year Award.

## Storia e descrizione
Fu fatta costruire da Vanna Venturi, madre dell'autore, che nel 1962 gli commissionò il progetto. La casa si trova a Chestnut Hill, nella periferia di Filadelfia, a circa 10 km a nord del centro della città.